# Ion Adam
Ion Adam (Muntenii de Sus, 26 novembre 1875 – Iași, 18 maggio 1911) è stato uno scrittore romeno.
Novelliere minore, descrisse la vita paesana semplice dell'Est. Nel primo decennio del '900 iniziò una trilogia che non concluse mai a causa della prematura morte.

## Opere
- Smarrimento
- Sybaris (1902)